# Lato Muminków (film)
Lato Muminków – film animowany produkcji polsko-fińskiej z 2008 roku na podstawie książki Tove Jansson pod tym samym tytułem. Film powstał na bazie części odcinków polskiego serialu Opowiadania Muminków, zrealizowanego w latach 1977–1982 w Studio Małych Form Filmowych Se-ma-for.

## Fabuła
Dolinę Muminków zalewa woda, rodzina Muminków oraz ich przyjaciele opuszczają swój dom i przeprowadzają się do czyjegoś domu. W najbliższym czasie okazuje się, że nie jest to zwykły dom i mieszka tu Emma.

## Wersja polska
Opracowanie: Studio PRL w Warszawie

Reżyseria: Cezary Morawski

Dialogi: Agnieszka Farkowska

Wystąpili:
- Krzysztof Kowalewski – Narrator
- Paweł Ciołkosz – Muminek
- Dominika Kluźniak – Panna Migotka
- Marcin Perchuć – Włóczykij
- Cezary Morawski – Tata Muminka
- Brygida Turowska – Mama Muminka
- Elżbieta Gaertner – Emma
- Joanna Pach – Mała Mi
- Monika Pikuła – Mimbla
- Jacek Bursztynowicz – Paszczak
- Julia Kołakowska – Bufka
- Grzegorz Drojewski – Homek
- Anna Zagórska – Filifionka

oraz
- Janusz Wituch
- Stanisław Brudny
- Tomasz Grochoczyński

i inni

## Wersja fińska
Wystąpili:
- Jasper Pääkkönen – Muminek
- Elsa Saisio – Migotka
- Outi Alanen – Mała Mi
- Johanna Viksten – Mama Muminek
- Tapani Perttu – Tata Muminek
- Pertti Koivula – Migotek

i inni